# Stadtfriedhof Oranienburg

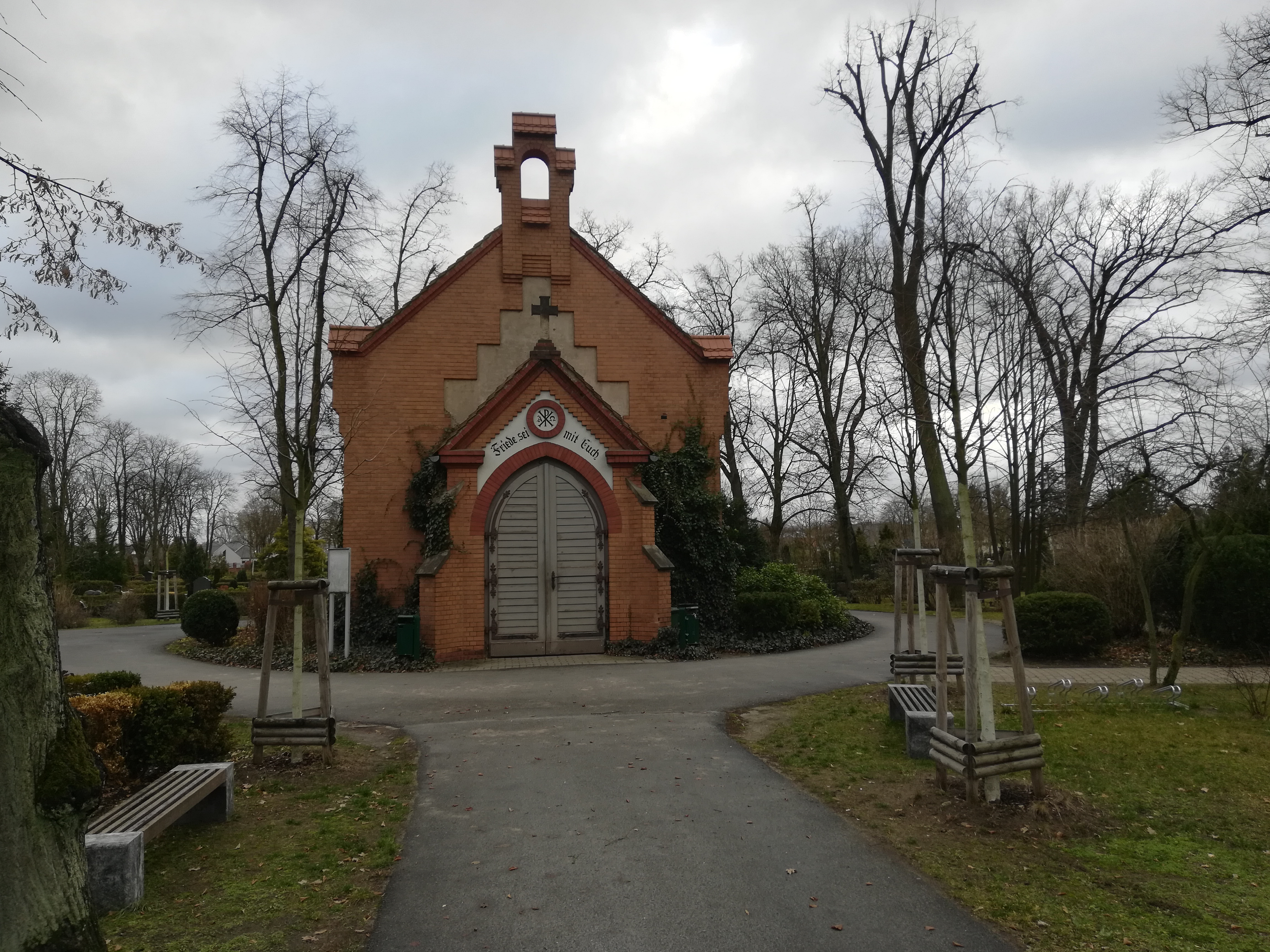
Trauerhalle auf dem Stadtfriedhof

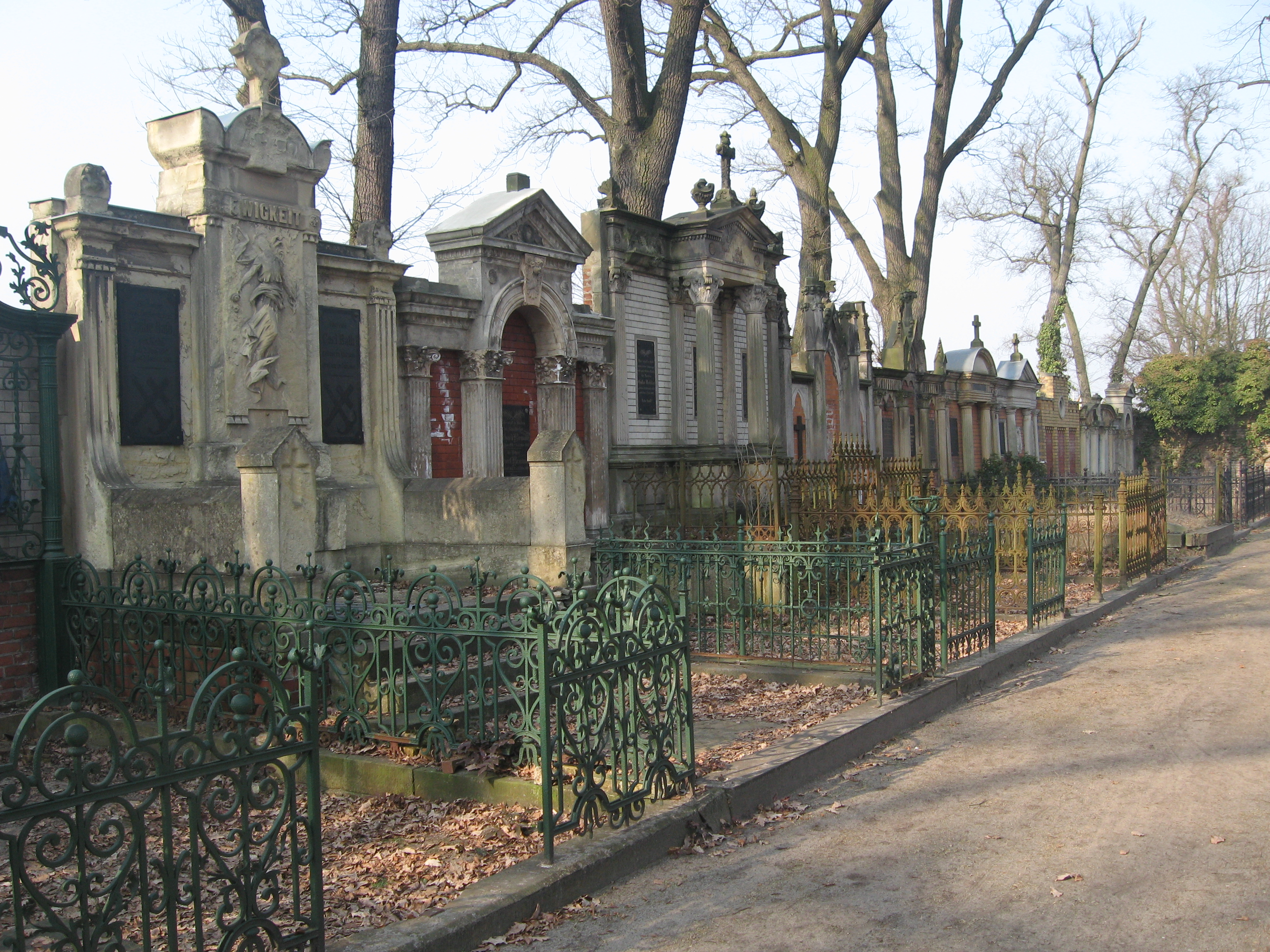
Teil der unter Denkmalschutz stehenden Erbbegräbnisreihe

Der Stadtfriedhof, auf manchen Karten auch Städtischer Friedhof genannt, ist ein Friedhof im Zentrum der brandenburgischen Stadt Oranienburg. Er ist mit 6,65 Hektar der größte kommunale Friedhof mit den meisten Beisetzungen im Stadtgebiet.

## Geschichte
Der Stadtfriedhof wurde zu Beginn des 19. Jahrhunderts, als Erweiterung des evangelischen Nikolaifriedhofs an der Kremmener Straße, angelegt. Der genaue Grenzverlauf zwischen den beiden Friedhöfen lässt sich nach mehreren Erweiterungen nicht mehr mit Sicherheit bestimmen. Der heute außerhalb des Friedhofsgeländes liegende jüdische Friedhof wurde 1815 vom Stadtfriedhof umgeben. Die heutige Ausdehnung  zwischen der Dr.-Kurt-Schumacher-Straße und der Friedensallee erhielt der Stadtfriedhof wahrscheinlich 1950. Die unter Denkmalschutz stehende Trauerhalle mit 45 Sitzplätzen wurde 1891 vom Baumeister Lauter errichtet.
Der Friedhof zeichnet sich durch einen sehr alten Baumbestand aus. Auf dem Gelände befinden sich größere Kriegsgräberanlagen aus dem Ersten und Zweiten Weltkrieg sowie
44 denkmalgeschützte Erbbegräbnisstellen aus der Gründerzeit an der Westwand und an der nördlichen Querwand.

## Erbbegräbnisstellen
Die Anlage der Gräberwand wurde in die Zeit des wirtschaftlichen Aufschwungs vor dem Ersten Weltkrieg gebaut. Das erste Erbbegräbnis der Familie Wetzel stammt aus dem Jahre 1883, das zuletzt erbaute aus dem Jahr 1914. Bei der Mehrzahl der Erbbegräbnisstellen handelt es sich um Familiengrabanlagen der damals aufkommenden Oranienburger Oberschicht. Fabrikbesitzer, Lehrer, Gutsbesitzer, Ärzte, höhere Beamte, reiche Bauern und Schriftsteller leisteten sich diese aufwendigen und teuren Grabstellen, die schon durch ihre Abmessungen auffallen. In der Regel sind sie dreieinhalb bis sechs Meter breit und bis zu dreieinhalb Meter hoch. Die Gräber zeichnen sich durch stilistische Vielfalt aus, bei der romanische, gotische und klassizistische Formen verwendet wurden, mit denen vermutlich um die prunkvollste Grabstelle gewetteifert wurde. Nur noch wenige Grabstellen werden heute noch von den Nachfahren genutzt und gepflegt.
Im Jahr 2000 wurde die Erbbegräbniswand unter Denkmalschutz gestellt. Parallel dazu rief das Tiefbauamt der Stadt Oranienburg die Aktion „Paten gesucht“ ins Leben, um durch die Vergabe von Patenschaften die denkmalgeschützten, für Oranienburg historisch und künstlerisch wertvollen Erbbegräbnisstellen zu erhalten. Die Paten verpflichten sich, die ausgesuchte Stelle
denkmalgerecht zu sanieren und zu pflegen. Im Gegenzug besteht die Möglichkeit, diese einzigartigen Grabstellen als eigene Familiengrabstelle zu nutzen.

## Gräber bekannter Persönlichkeiten

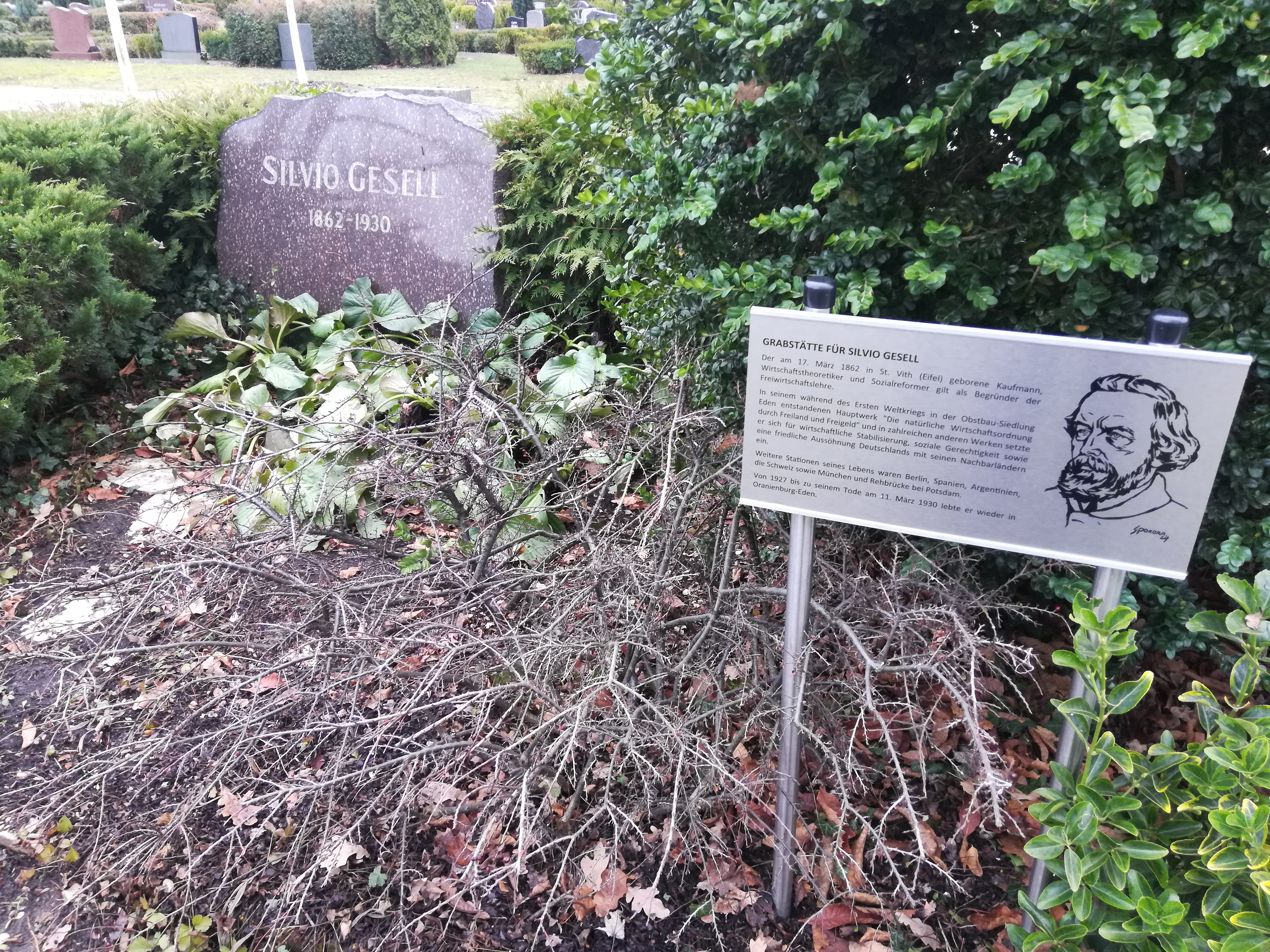
Silvio Gesells Grab in Abt. VII (Koordinaten:)

- Silvio Gesell (1862–1930), deutscher Kaufmann, Finanztheoretiker und Sozialreformer
- Wilhelm Groß (1883–1974), deutscher Bildhauer, Druckgraphiker und evangelischer Prediger
- Friedlieb Ferdinand Runge (1794–1867), deutscher Chemiker
- Fritz Skowronnek (1858–1939), deutscher Journalist und Schriftsteller

## Gedenk- und Kriegsgräberstätten

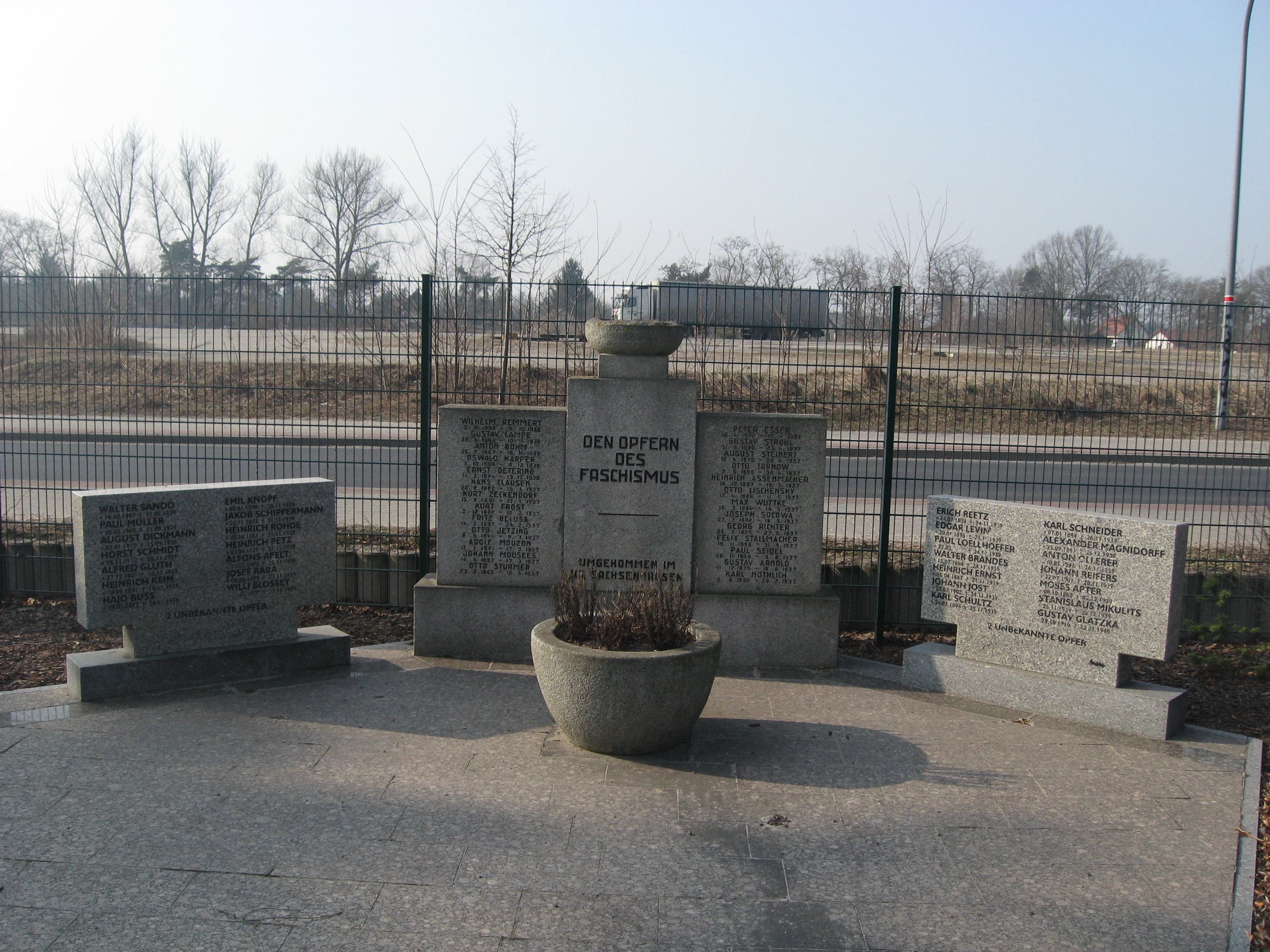
Gedenkstätte für 50 Häftlinge des Konzentrationslagers Sachsenhausen

- Für 1200 ermordete Häftlinge des KZ Sachsenhausen sowie etwa 75 Zwangsarbeiter aus mehreren Ländern, die hier begraben sind.
- Eine Gedenkstätte für 50 Häftlinge des Konzentrationslagers Sachsenhausen.
- Gedenkstätte für die Opfer des von 1945 bis 1950 bestehenden stalinistischen Internierungslagers, deren Massengräber 1989 in unmittelbarer Nähe des nationalsozialistischen Konzentrationslagers entdeckt wurden. Die Zahl der zumeist namenlosen Toten wird auf ca. 24.000 geschätzt. 1993 wurde das Gräberfeld neu gestaltet.[2]
- In unmittelbarer Nähe der Trauerhalle befindet sich ein Gedenkstein für den 1934 im KZ Oranienburg ermordeten Schriftsteller Erich Mühsam. (Koordinaten: 52° 44′ 54,2″ N, 13° 13′ 37,9″ O)